# Erdschlusskompensation

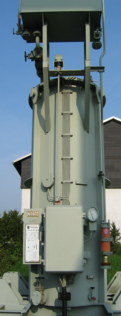
Petersen-Spule zur Erdschluss-
kompensation

Die Erdschlusskompensation, auch als Resonanzsternpunkterdung (RESPE) oder als gelöschtes Netz bezeichnet, dient in elektrischen Energieversorgungsnetzen dazu, den Fehlerstrom bei nicht beabsichtigten Erdschlüssen eines Außenleiters zu kompensieren.
Die Erdschlusskompensation ist beschränkt auf Wechselspannungssysteme wie Dreiphasensysteme als eine Form der Sternpunktbehandlung und in abgewandelter Form auf Einphasen-Dreileiternetze, wie sie bei Bahnstromnetzen vorkommen. Sie verwendet eine Spule, die als Erdschlusslöschspule oder nach ihrem Erfinder Waldemar Petersen auch als Petersenspule bezeichnet wird. Diese Spule kompensiert den kapazitiven Erdschlussstrom und reduziert somit an der Fehlerstelle die Fehlerspannung. Das Verfahren wurde 1917 patentiert.
Die Erdschlusskompensation wird typischerweise im Hochspannungsbereich bei Freileitungsnetzen bis zu 110 kV eingesetzt. Sie ist eine wirkungsvolle Methode, um die Versorgungssicherheit mit elektrischer Energie zu erhöhen.

## Motivation
Ein wesentlicher Anteil der Störungen in elektrischen Energieversorgungsnetzen ist auf einen Erdschluss zurückzuführen. Erdschluss kann ausgelöst werden durch:
- Kabelbeschädigung
- das Hineinwachsen eines Baumes in eine Freileitung
- Windschäden oder
- fehlerhafte Isolation der Anlage.

Die Erdung des Sternpunktes könnte  wie bei TN-Systemen im Niederspannungsbereich über einen niederohmigen Widerstand erfolgen:
- niederohmige Sternpunkterdung – NOSPE
- kurzzeitig niederohmige Sternpunkterdung – KNOSPE.

Jedoch besteht der Nachteil dieser Methode in Mittel-/Hochspannungsnetzen zur großräumigen Energieversorgung ohne Redundanz in Form weiterer Leitungen darin, dass bei einem Erdschluss die Leitung, ähnlich wie beim Fehlerstromschutzschalter im Niederspannungsbereich, abgeschaltet und erst nach der Fehlerbehebung wieder in Betrieb genommen werden kann. Von diesen Ausfällen wären u. U. sehr viele Energiekunden betroffen.
Daher wird die Erdschlusskompensation genutzt, d. h. die Erdung des Sternpunkts über eine Spule statt über einen einfachen Widerstand, um das erdschlussbehaftete Netz weiter betreiben zu können. Dem Netzbetreiber bleibt dadurch Zeit, die Fehlerstelle zu ermitteln und diese durch Netzumschaltungen ohne Versorgungsausfall freizuschalten. Die Erdschlusskompensation verhindert somit bei einpoligen Erdschlüssen einen hohen Fehlerstrom und die Notwendigkeit zum sofortigen Abschalten der betroffenen Leitung.

## Aufbau

Prinzipschaltung mit Erdschlusskompensationsspule L_{E}

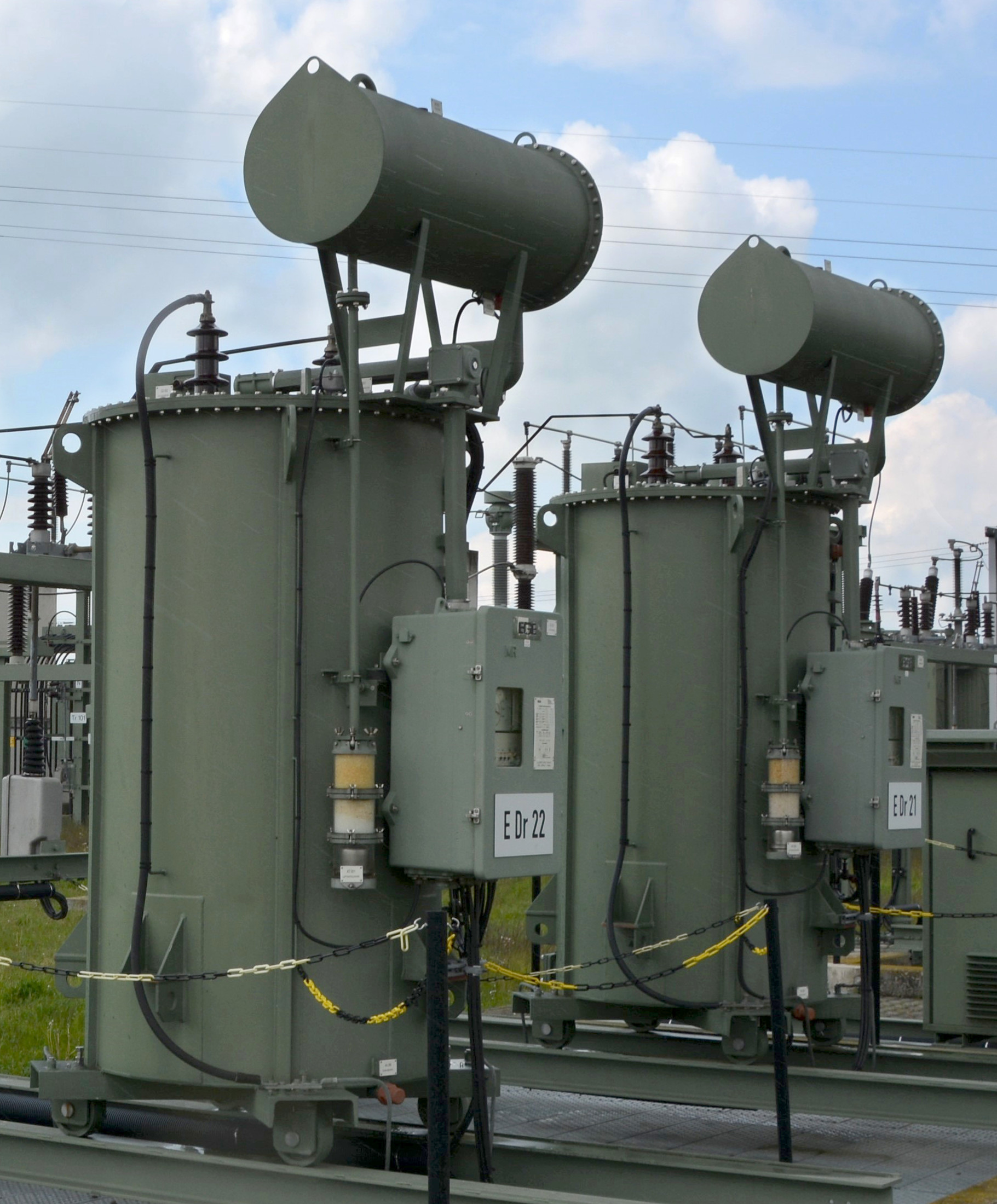
Zwei Erdschlusskompensationsspulen in einem Umspannwerk, jeweils mit Ausdehnungsgefäß für die Ölfüllung

Bei der Durchführung der Erdschlusskompensation werden die Sternpunkte eines oder mehrerer Leistungstransformatoren über die Erdschlusslöschspule LE mit dem Erdpotential verbunden, wie in nebenstehender Schaltskizze bei Transformator 1 dargestellt. Im vereinfachten Fall können Wirkwiderstände der Leitung vernachlässigt werden; bei realen, großräumigen Systemen kann es nötig sein, die Erdschlussspule zur Minimierung der ohmschen Anteile auf getrennte Orte aufzuteilen.
Die Erdschlusslöschspule bildet mit den drei Leiterkapazitäten {\displaystyle C_{E}} (im Fehlerfall mit den beiden noch wirksamen, im Bild schwarz dargestellten Erdkapazitäten) der Übertragungsleitung einen Parallelschwingkreis. Die drei Leiterkapazitäten {\displaystyle C_{E}} sind nahezu identisch, was u. a. durch den Einsatz von Verdrillmasten entlang der Freileitung gewährleistet wird.
Die Induktivität der Spule wird nun unter Berücksichtigung der Transformatoren so auf die Leiterkapazitäten eingestellt, dass der Blindstrom {\displaystyle {\vec {I_{S}}}} durch die Spule betragsmäßig gleich der vektoriellen Summe der beiden Blindströme {\displaystyle {\vec {I_{1}}}}, {\displaystyle {\vec {I_{2}}}} durch die Kapazitäten {\displaystyle C_{E}} der Außenleiter L1 und L2 gegen Erde ist:
{\displaystyle |{\vec {I_{S}}}|=|{\vec {I_{1}}}+{\vec {I_{2}}}|}
Damit wird die erforderliche Induktivität {\displaystyle L_{E}} zu:
{\displaystyle \Rightarrow L_{E}={\frac {1}{3\cdot \omega ^{2}\cdot C_{E}}}}
mit
- der Kreisfrequenz {\displaystyle \omega =2\pi \cdot f_{N}}
  - der Netzfrequenz {\displaystyle f_{N}}

Damit die Erdschlusslöschspule an verschiedene Leitungskapazitäten angepasst werden kann – je nach Schaltzustand und Länge der Leitungen sind diese Werte unterschiedlich – verfügt sie typischerweise über Einrichtungen zur Abstimmung, z. B. ein Schrittschaltwerk oder die Veränderung des Luftspaltes mittels eines Tauchkerns, der von einem Motor verstellt wird.

## Funktion
Im fehlerfreien Fall liegt an der Erdschlusslöschspule praktisch keine Spannung an.
Kommt es zu einem niederohmigen Erdschluss, wie in der Skizze am Außenleiter L3 angedeutet, so gerät dieser Leiter auf Erdpotential. Der Sternpunkt ist dann um die Sternspannung verschoben, und auf den beiden restlichen Außenleitern L1 und L2 tritt die um den Faktor {\displaystyle {\sqrt {3}}} größere Dreieckspannung gegen Erde auf. Diese Spannungsüberhöhung ist bei Auslegung der Isolation zu beachten.
Da der induktive Blindstrom der Spule bei o. g. Auslegung / Einstellung den kapazitiven Blindstrom der Außenleiter kompensiert, der über die Erdschlussstelle fließt, wird letzterer im Idealfall Null. Dadurch kann dort der Lichtbogen verlöschen, es wird keine weitere thermische Leistung umgesetzt, und möglicherweise verschwindet der Fehler sogar, wenn er z. B. durch einen Blitzschlag oder einen Vogel verursacht worden war.
In realen Anlagen fließt jedoch aufgrund der Dämpfung in Spule und Leitung ein geringer Wirkreststrom durch die Erdschlussstelle, der aufgrund der Phasenlage nicht von der Erdschlusslöschspule kompensiert werden kann. Dieser Wirkreststrom kann 5 % bis 10 % des Erdschlussstromes betragen und soll so gering sein, dass eine selbstständige Löschung des Lichtbogens am Erdschlusspunkt stattfinden kann.
Ein Problem des Verfahrens ist die resonanzbedingte Spannungsüberhöhung u. a. bei Schaltvorgängen auch im intakten Netz. Um dies zu verbessern, ist eine gewisse Dämpfung erwünscht (sie entsteht z. B. durch Koronaentladungen der Freileitung oder auch die endliche Güte der Spule), zudem wird leicht überkompensiert (5 %). Beides sowie die Netzausdehnung erhöht den verbleibenden Fehlerstrom. Er wird durch die Lichtbogen-Löschgrenze limitiert und beträgt z. B.
- im Mittelspannungsnetz maximal 60 A
- im 110-kV-Verteilnetz max. 120 A.[5]

## Lichtbogenfehler

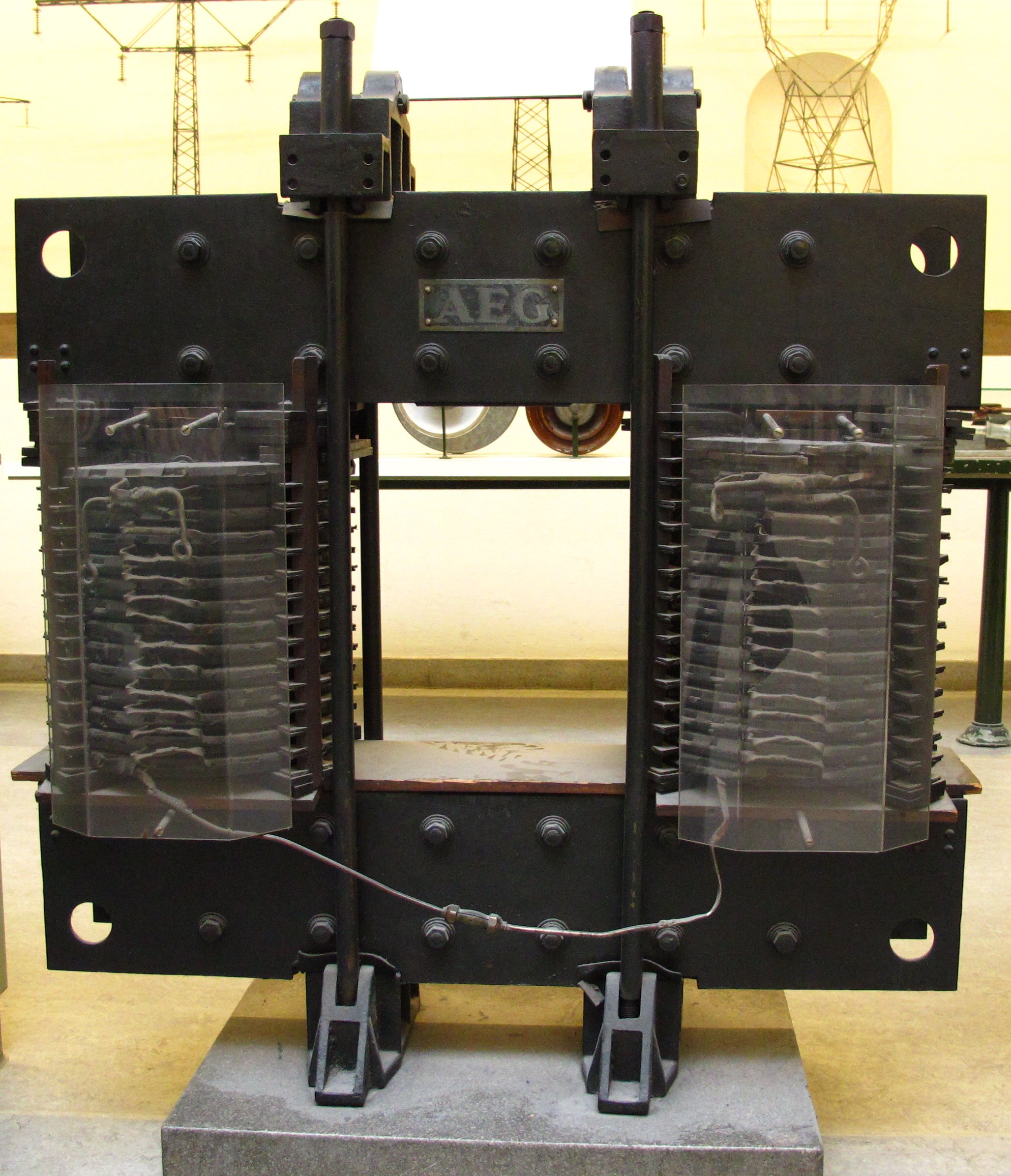
Erste Erdschlussspule von Waldemar Petersen von 1917

Die Erdschlusskompensation kann auch dazu dienen, Lichtbogenfehler gegen Erde ohne Spannungsunterbrechung zu löschen.
Lichtbogenfehler können beispielsweise durch Schmutz, Feuchtigkeit, Gegenstände oder Überspannungsereignisse entstehen und richten wegen der Hitzeentwicklung große Schäden an, wenn sie nicht verlöschen. Der Lichtbogen verlöscht bei großem Strom nicht von selbst, weil durch die Hitze ständig neue Ladungsträger generiert werden.
Durch eine Erdschlusskompensation wird der Lichtbogenstrom begrenzt oder er kann selbstständig erlöschen. Aus dieser Eigenschaft resultiert die Bezeichnung Erdschlusslöschspule.

## Alternative Verfahren
Auf Spannungsebenen mit Höchstspannung ab 220 kV aufwärts, in einigen Fällen auch schon bei 110 kV, kann die Petersen-Spule wegen des verbleibenden Erdschlussreststroms, bestehend aus ohmschem Wirkanteil und der Verstimmung, nicht mehr eingesetzt werden. Weiter ist hierbei wegen der im Erdschlussfall auftretenden Spannungserhöhung in den gesunden Leitern eine erhöhte Isolierung nicht wirtschaftlich.
In oberen Netzebenen wird daher der Transformatorsternpunkt starr geerdet (SSPE). Im Fehlerfall wird dann durch den Netzschutz die Leitung innerhalb von 100 ms abgeschaltet.
Ein Lichtbogenfehler wie bei einem Erdschluss erlischt dann in der spannungslosen Pause von etwa 400 ms. Eine Automatische Wiedereinschaltung (AWE) sorgt für eine Wiedereinschaltung der Freileitung nach dem Lichtbogenfehler.
Liegt ein metallischer Kurzschluss vor, so kommt es zur definitiven Ausschaltung der Leitung (erfolglose AWE), und vom Distanzschutzrelais kann automatisch die Position der Fehlerstelle an der Leitung bestimmt werden.
Die Versorgungssicherheit wird im Bereich der oberen Spannungsebenen und in vermascht aufgebauten Verbundnetzen durch Redundanz in Form der N-1-Regel sichergestellt. Diese besagt vereinfacht, dass zu jeder Zeit ein elektrisches Betriebsmittel, wie Transformator oder Leitung, ausfallen darf, ohne dass es zu einer Überlastung eines anderen Betriebsmittels oder zu einer Unterbrechung der Energieversorgung kommen darf.

## Beispiele
Das gemeinsame 16,7-Hz-110-kV-Bahnstromnetz von DB und ÖBB, 1995 mit dem Netz der ehemaligen DDR wiedervereinigt, ist nach mit einer Stromkreislänge von 19.100 km das längen- und flächenmäßig größte gelöscht betriebene Hochspannungsnetz der Welt.
Andere Quellen nennen eine Länge von 7900 oder 7959 km für Deutschland und etwa 2100 km für Österreich.